# Earl of Tyrone
Earl of Tyrone ist ein erblicher britischer Adelstitel, der dreimal in der Peerage of Ireland verliehen wurde.

## Verleihungen
Erstmals wurde der Titel am 1. Oktober 1542 an den König von Tír Eóghain Conn Bacach Ó Néill vergeben, dessen Königreich der heutigen irischen Grafschaft Tyrone ihren Namen gab. Conn O’Neill unterwarf sich dem englischen König Heinrich VIII., der ihm daraufhin den Titel eines Earls verlieh. Seine Erbfolge war unter seinen Nachkommen umstritten. Schließlich konnte sich sein Enkel Hugh O’Neill als Earl of Tyrone durchsetzen. Dieser rebellierte 1594 bis 1603 gegen die englische Krone (Neunjähriger Krieg (Irland)) und musste 1607 aus Irland fliehen (Flucht der Grafen). Am 28. Oktober 1614 wurde er vom Parlament geächtet, womit ihm sein Titel aberkannt und seine Ländereien von der Krone eingezogen wurden.
Am 9. Oktober 1673 wurde der Titel für Richard Power, 6. Baron Power neu geschaffen, zusammen mit dem nachgeordneten Titel Viscount Decies. Er hatte bereits den 1535 geschaffenen Titel Baron Power inne. Die Titel erloschen beim Tod des 3. Earls am 19. August 1704, der keine männlichen Nachkommen hinterließ.
In dritter Verleihung wurde der Titel am 18. Juli 1746 für Marcus Beresford, 1. Viscount Tyrone neu verliehen. Er war der Schwiegersohn des 3. Earls zweiter Verleihung und war am 4. November 1720 zum Viscount Tyrone und Baron Beresford, of Beresford in the County of Cavan, erhoben worden. Zudem hatte er 1701 von seinem Vater den Titel 4. Baronet, of Coleraine in the County of Londonderry, geerbt. Sein Sohn George Beresford, 2. Earl of Tyrone, wurde am 19. August 1789 auch zum Marquess of Waterford erhoben. Seitdem führt der jeweilige Marquess den Titel Earl of Tyrone als nachgeordneten Titel. Der älteste Sohn des jeweiligen Marquess führt als voraussichtlicher Titelerbe (Heir Apparent) den Höflichkeitstitel Earl of Tyrone.

## Liste der Earls of Tyrone und Barone Power

### Earls of Tyrone, erste Verleihung (1542)
- Conn O’Neill, 1. Earl of Tyrone (um 1484–1559)
- Hugh O’Neill, 2. Earl of Tyrone (1550–1616) (Titel verwirkt 1614)

### Barone Power (1535)
- Richard Power, 1. Baron Power († 1539)
- Piers Power, 2. Baron Power († 1545)
- John Power, 3. Baron Power (1516–1592)
- Richard Power, 4. Baron Power († 1607)
- John Power, 5. Baron Power (um 1599–1661)
- Richard Power, 6. Baron Power (1673 zum Earl of Tyrone erhoben)

### Earls of Tyrone, zweite Verleihung (1673)
- Richard Power, 1. Earl of Tyrone (1630–1690)
- John Power, 2. Earl of Tyrone (um 1665–1693)
- James Power, 3. Earl of Tyrone (1667–1704)

### Earls of Tyrone, dritte Verleihung (1746)
- Marcus Beresford, 1. Earl of Tyrone (1694–1763)
- George Beresford, 1. Marquess of Waterford, 2. Earl of Tyrone (1735–1800)
- Henry Beresford, 2. Marquess of Waterford, 3. Earl of Tyrone (1772–1826)
- Henry Beresford, 3. Marquess of Waterford, 4. Earl of Tyrone (1811–1859)
- John Beresford, 4. Marquess of Waterford, 5. Earl of Tyrone (1814–1866)
- John Beresford, 5. Marquess of Waterford, 6. Earl of Tyrone (1844–1895)
- Henry Beresford, 6. Marquess of Waterford, 7. Earl of Tyrone (1875–1911)
- John Beresford, 7. Marquess of Waterford, 8. Earl of Tyrone (1901–1934)
- John Beresford, 8. Marquess of Waterford, 9. Earl of Tyrone (1933–2015)
- Henry Beresford, 9. Marquess of Waterford, 10. Earl of Tyrone (* 1958)

Heir Apparent ist der Sohn des aktuellen Titelinhabers Richard Beresford, Earl of Tyrone (* 1987).